# Mitteltal
Mitteltal (oft wegen seiner zahlreichen Gewässer als Dorf der Quellen und Parzellen bezeichnet) ist ein Teilort der Gemeinde Baiersbronn im Nordschwarzwald. Es ist er der größte Teilort der „Altgemeinde“ Baiersbronn und liegt etwa vier Kilometer westlich des Baiersbronner Ortskerns.
Durch die West-Ost-Ausrichtung des Murgtals gibt es hier eine ausgeprägte Winter- und Sommerseite. Die etwa 2100 Einwohner Mitteltals wohnen in typischen Streusiedlungen, auch „Parzellen“ genannt. Berühmt ist der Ort vor allem durch das Hotel Bareiss und das Fahrzeugwerk „Müller Mitteltal“. 
Im frühen 20. Jahrhundert betrieb die Kolb & Schüle AG die Flachsrösterei Baiersbronn-Mitteltal. Im Jahr 2003 wurde der von der Wunderheiler-Familie gebaute „Morlokhof“ von Hotelier Bareiss erworben und restauriert. Dafür erhielt er 2008 den Denkmalschutzpreis Baden-Württemberg.
Seit 2009 gibt es in Mitteltal ein Naturbad, das aus dem alten Freibad entstanden ist und von einem Verein getragen und betrieben wird.

## Historische Bauwerke
- 1868–1869: Evangelische Christuskirche nach den Plänen des Architekten Wilhelm Bäumer[1], (Kameralamtsstil)[2]

## Persönlichkeiten, die vor Ort wirkten oder wirken
- Wilhelm Bäumer (1829–1895) plante die evangelische Christuskirche.
- Otto Gittinger (1861–1939), evangelischer Pfarrer und schwäbischer Mundart-Dichter.
- Hermann Bareiss (* 1944), Hotelier des Hotel Bareiss
- Alexander Bonde (* 1975), deutscher Politiker (Grüne), Landesminister für Ländlichen Raum und Verbraucherschutz in Baden-Württemberg